# Kaningi
Kaningi (auch Bakanike und Lekaningi) ist eine Bantusprache und wird von circa 6000 Menschen in Gabun gesprochen (Zensus 1990). 
Sie ist in der Provinz Haut-Ogooué südlich von Franceville in mehreren Dörfern verbreitet, die jeweils von anderen Sprachgemeinschaften umgeben sind. 

## Klassifikation
Kaningi ist eine Nordwest-Bantusprache und gehört zur Mbere-Gruppe, die als Guthrie-Zone B60 klassifiziert wird.